# پرچم‌های دارای صلیب جنوبی
صلیب جنوبی یا چلیپا، صورت فلکی قابل مشاهده در نیمکره جنوبی، بر روی پرچم‌ها و نشان‌های کشورهای مختلف و نهادهای زیرملیتی به تصویر کشیده شده است. این صورت فلکی ستاره ای بیشتر در نیمکره جنوبی قابل مشاهده است و بنابراین نماد مکان جنوبی کاربران آن است.
اصطلاح صلیب جنوبی همچنین می‌تواند به سنت اندروی آبی اشاره کند که در پرچم‌های مختلف ایالات کنفدراسیون آمریکا در جنگ داخلی آمریکا استفاده می‌شود.
این فهرست یک فهرست ناقص است و برخی از پرچم‌های این فهرست ممکن است وضعیت رسمی نداشته باشند. نسبت پرچم ممکن است میان پرچم‌های مختلف متفاوت باشد، و حتی گاهی اوقات میان نسخه‌های مختلف همان پرچم متفاوت است.

## پرچم‌های ملی کشورهای نیمکره جنوبی
- پرچم استرالیا
- پرچم برزیل
- پرچم نیوزیلند
- پرچم پاپوآ گینه نو
- پرچم ساموآ